# Mike Hawthorn
John Michael 'Mike' Hawthorn (Mexborough, Yorkshire, Verenigd Koninkrijk, 10 april 1929 - bij Guildford, 22 januari 1959) was een Britse autocoureur.

## Overzicht
In 1955 werd Hawthorn voor Jaguar de omstreden winnaar van de 24 uur van Le Mans. Hawthorn behaalde ook drie overwinningen in de Formule 1 en werd in 1958 wereldkampioen. Hij behaalde dat jaar één GP-zege (Frankrijk), werd tweede in België, Groot-Brittannië, Portugal, Italië en Marokko, derde in Argentinië en vijfde in Nederland. Hij trok zich daarna uit de racerij terug.
Hawthorn overleed in 1959 na een ongeluk op de openbare weg (slipte op nat wegdek) met zijn Jaguar 3.4 (Mk1) op de Guildford Bypass vlak bij Farnham, waar hij toen woonde. Hij werd 29 jaar oud.

## Wereldkampioen
Mike Hawthorn werd in 1958 op een bijzondere manier wereldkampioen. Tijdens een race in Oporto, Portugal, werd hij eerst gediskwalificeerd, omdat hij tegen de rijrichting in gereden zou hebben. Stirling Moss bestreed de visie van de wedstrijdleiding, waardoor Hawthorn zijn behaalde punten terugkreeg en met één (!) punt voorsprong op Stirling Moss later dat jaar wereldkampioen werd.

## Formule 1 resultaten
| Seizoen | Team                     | Chassis                           | Races | Over- winningen | Pole Positions | Podiums | Punten  | Rang |
| ------- | ------------------------ | --------------------------------- | ----- | --------------- | -------------- | ------- | ------- | ---- |
| 1952    | Leslie D. Hawthorn       | Cooper T20                        | 5     | 0               | 0              | 1       | 10      | 4    |
| 1953    | Scuderia Ferrari         | Ferrari 500                       | 8     | 1               | 0              | 3       | 19 (27) | 4    |
| 1954    | Scuderia Ferrari         | Ferrari 625                       | 8     | 1               | 0              | 4       | 24 9⁄14 | 3    |
| 1955    | Vanwall Scuderia Ferrari | Vanwall VW1 Ferrari 555           | 5     | 0               | 0              | 0       | 0       | -    |
| 1956    | BRM Maserati Vanwall     | BRM P25 Maserati 250F Vanwall VW2 | 5     | 0               | 0              | 1       | 4       | 12   |
| 1957    | Scuderia Ferrari         | lancia-Ferrari D50A Ferrari 801   | 6     | 0               | 0              | 2       | 13      | 4    |
| 1958    | Scuderia Ferrari         | Ferrari 246                       | 10    | 1               | 4              | 7       | 42 (49) | 1    |

### Overwinningen
| Nr. | Grand Prix               | Jaar | Team             |
| --- | ------------------------ | ---- | ---------------- |
| 1   | Grand Prix van Frankrijk | 1953 | Scuderia Ferrari |
| 2   | Grand Prix van Spanje    | 1954 | Scuderia Ferrari |
| 3   | Grand Prix van Frankrijk | 1958 | Scuderia Ferrari |

- 1950 G. Farina
- 1951 J. M. Fangio
- 1952 A. Ascari
- 1953 A. Ascari
- 1954 J. M. Fangio
- 1955 J. M. Fangio
- 1956 J. M. Fangio
- 1957 J. M. Fangio
- 1958 M. Hawthorn
- 1959 J. Brabham
- 1960 J. Brabham
- 1961 P. Hill
- 1962 G. Hill
- 1963 J. Clark
- 1964 J. Surtees
- 1965 J. Clark
- 1966 J. Brabham
- 1967 D. Hulme
- 1968 G. Hill
- 1969 J. Stewart
- 1970 J. Rindt
- 1971 J. Stewart
- 1972 E. Fittipaldi
- 1973 J. Stewart
- 1974 E. Fittipaldi
- 1975 N. Lauda
- 1976 J. Hunt
- 1977 N. Lauda
- 1978 M. Andretti
- 1979 J. Scheckter
- 1980 A. Jones
- 1981 N. Piquet
- 1982 K. Rosberg
- 1983 N. Piquet
- 1984 N. Lauda
- 1985 A. Prost
- 1986 A. Prost
- 1987 N. Piquet
- 1988 A. Senna
- 1989 A. Prost
- 1990 A. Senna
- 1991 A. Senna
- 1992 N. Mansell
- 1993 A. Prost
- 1994 M. Schumacher
- 1995 M. Schumacher
- 1996 D. Hill
- 1997 J. Villeneuve
- 1998 M. Häkkinen
- 1999 M. Häkkinen
- 2000 M. Schumacher
- 2001 M. Schumacher
- 2002 M. Schumacher
- 2003 M. Schumacher
- 2004 M. Schumacher
- 2005 F. Alonso
- 2006 F. Alonso
- 2007 K. Räikkönen
- 2008 L. Hamilton
- 2009 J. Button
- 2010 S. Vettel
- 2011 S. Vettel
- 2012 S. Vettel
- 2013 S. Vettel
- 2014 L. Hamilton
- 2015 L. Hamilton
- 2016 N. Rosberg
- 2017 L. Hamilton
- 2018 L. Hamilton
- 2019 L. Hamilton
- 2020 L. Hamilton
- 2021 M. Verstappen
- 2022 M. Verstappen
- 2023 M. Verstappen
- 2024 M. Verstappen